# Бирма на летних Олимпийских играх 1984
Бирма принимала участие в Летних Олимпийских играх 1984 года в Лос-Анджелесе (США) в девятый раз за свою историю, но не завоевала ни одной медали. Сборную страны представлял один мужчина в одном виде спорта.

## Состав и результаты

### Бокс
Мужчины
| Спортсмен | Категория | Первый раунд             | Второй раунд       | Третий раунд       | Четвертьфинал      | Полуфинал          | Финал              | Итоговое место |
| Спортсмен | Категория | Соперник Результат       | Соперник Результат | Соперник Результат | Соперник Результат | Соперник Результат | Соперник Результат | Итоговое место |
| --------- | --------- | ------------------------ | ------------------ | ------------------ | ------------------ | ------------------ | ------------------ | -------------- |
| Латт Зав  | до 60 кг  | NGRКристофер Оссаи П 0:5 | Не прошёл          | Не прошёл          | Не прошёл          | Не прошёл          | Не прошёл          | 33             |